# Ladoye-sur-Seille
Ladoye-sur-Seille ist eine französische Gemeinde im Département Jura in der Region Bourgogne-Franche-Comté. Sie gehört zum Arrondissement Lons-le-Saunier und zum Kanton Poligny. 

## Geographie
Die Gemeinde liegt im Gebiet des Französischen Jura. Nachbargemeinden sind Frontenay im Norden, Le Fied im Nordosten, Fay-en-Montagne im Osten, La Marre im Südosten, Blois-sur-Seille im Süden sowie Château-Chalon im Westen.
In der Nähe von Ladoye-sur-Seille entspringt die Seille.  

## Weblinks

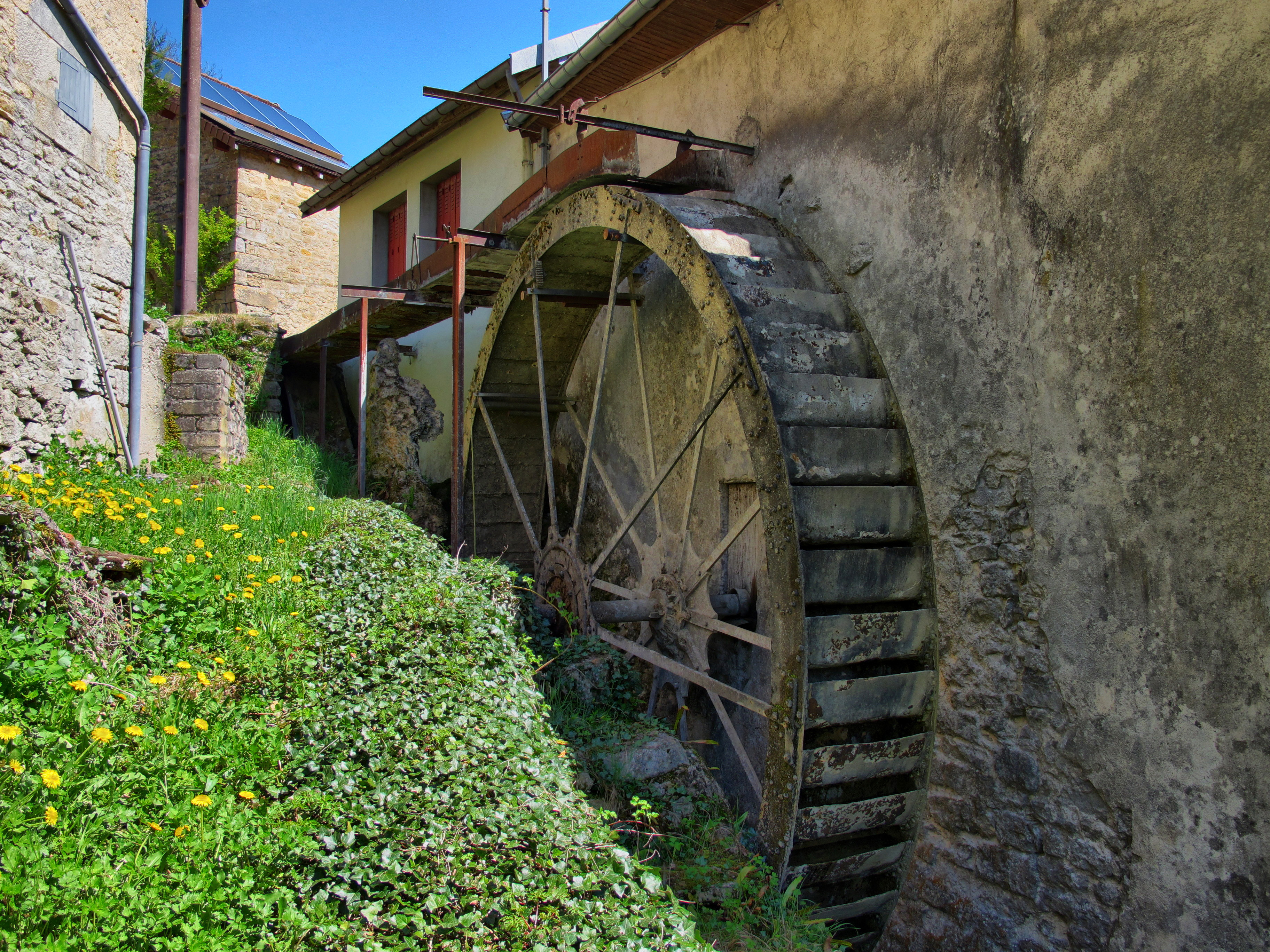
Mühlrad am Canal des meuniers

## Bevölkerungsentwicklung
| Jahr                       | 1962 | 1968 | 1975 | 1982 | 1990 | 1999 | 2008 | 2017 |
| Einwohner                  | 73   | 67   | 68   | 57   | 47   | 69   | 61   | 52   |
| Quellen: Cassini und INSEE |      |      |      |      |      |      |      |      |